# Reginakerk
De Reginakerk is een kerkgebouw in Zweins in de Nederlandse provincie Friesland. Het kerkgebouw is een rijksmonument en is eigendom van de Stichting Alde Fryske Tsjerken.

## Geschiedenis
De kerk werd in 1783 gebouwd ter vervanging van een middeleeuwse kerk van gele kloostermoppen die gewijd was aan Regina. De zaalkerk met rondboogvensters is aan twee zijden driezijdig gesloten. In de koepelvormige dakruiter hangt een klok (1471) van klokkengieter Steven Butendiic.
De preekstoel en herenbanken dateren uit de 18e eeuw. In de kerk bevinden zich een zerk (1482) in rode Bremersteen, een zandstenen epitaaf in de noordoost muur voor Jaeycke van Vierssen en enkele rouwborden. Het orgel uit 1785 is gemaakt door Johann Friedrich Wenthin en in 1877 door L. van Dam en Zonen grondig gewijzigd.

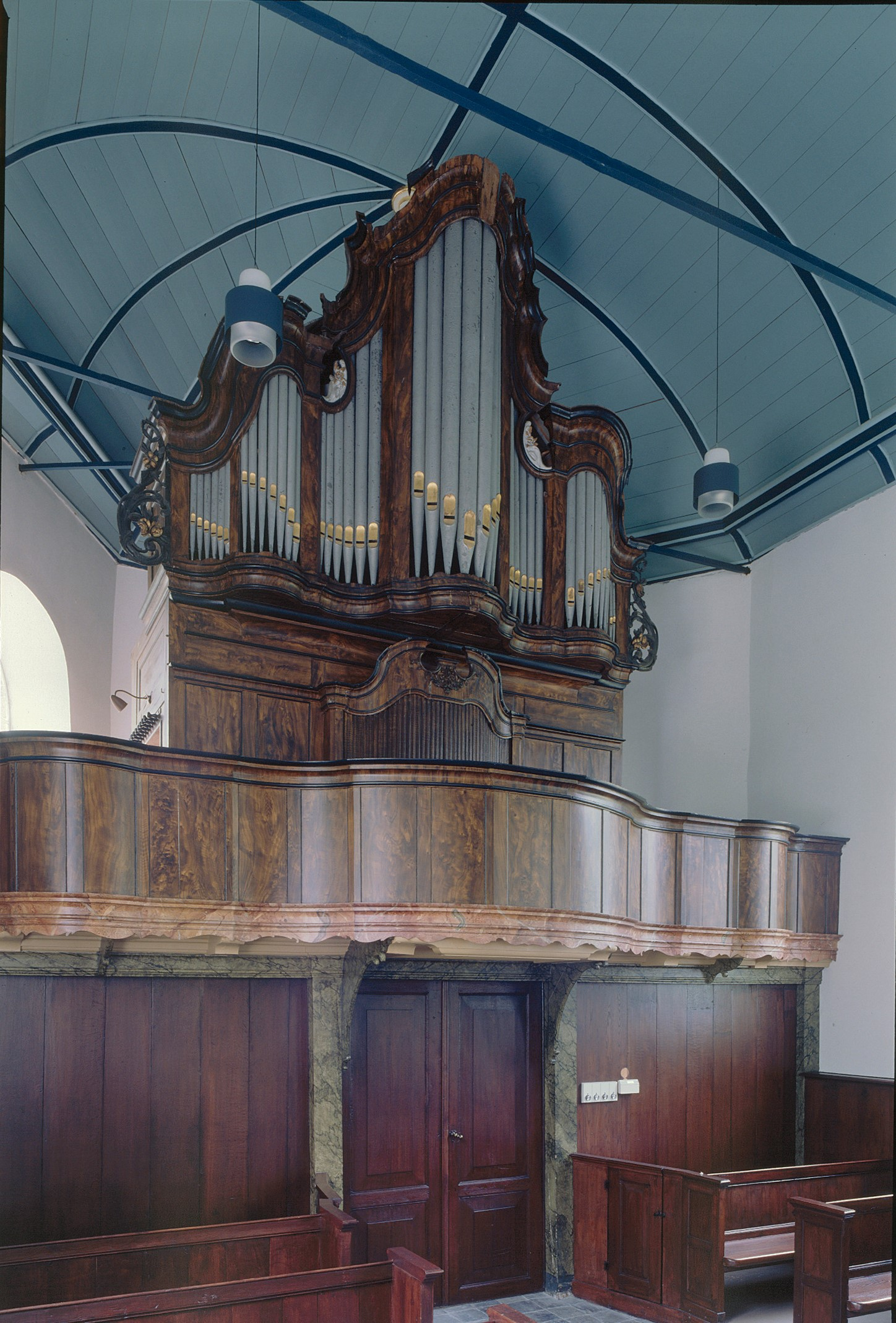
interieur met orgel (1999)
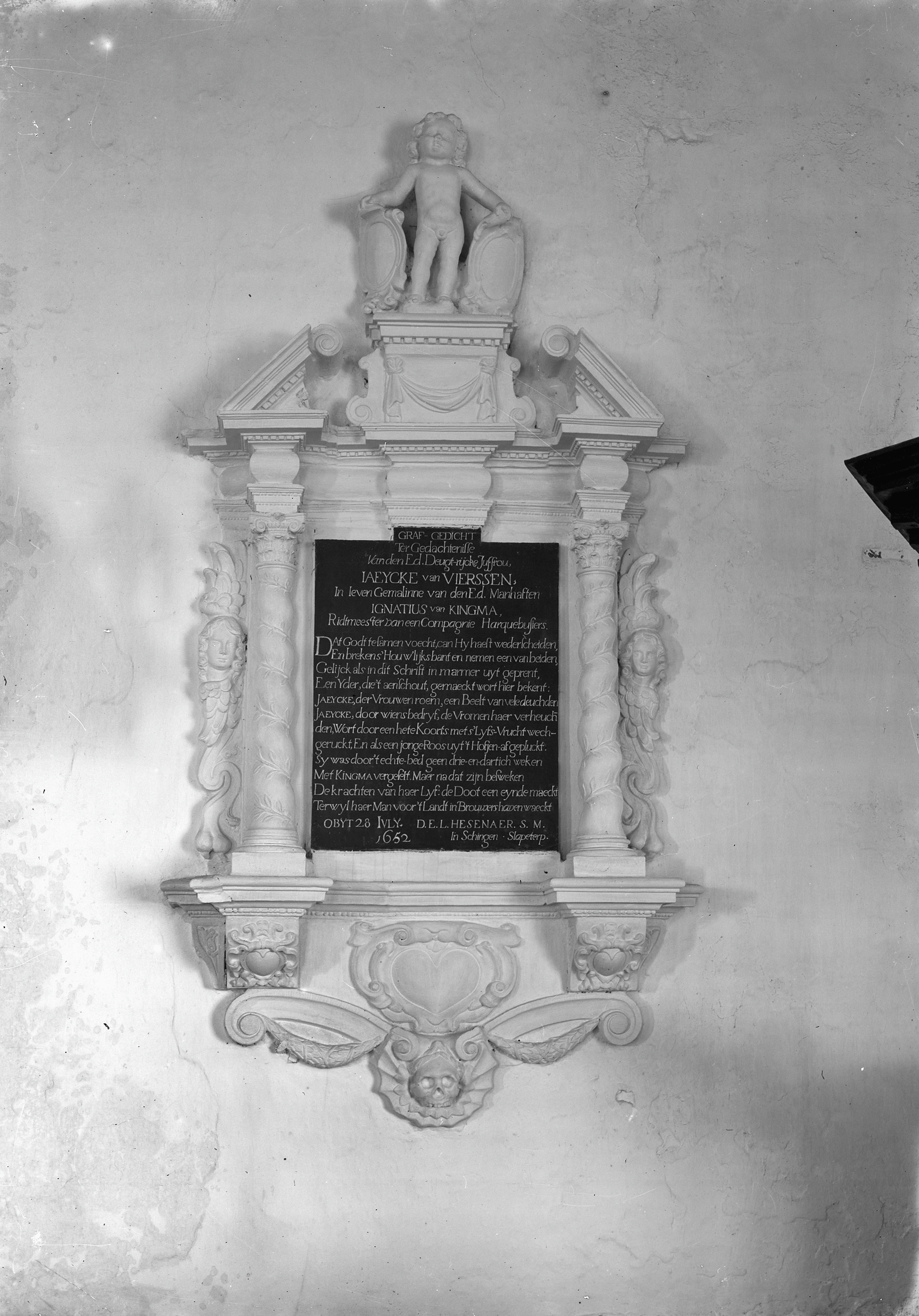
Epitaaf (1947)